# Xante
Segons la mitologia grega, Xante (en grec antic: Ξάνθη) era una nimfa del grup de les oceànides, filla d'Oceà i de Tetis, que Hesíode cita a la seva llista d'oceànides. El seu nom significa 'groguenca', o 'pedra groguenca'.
Els seus pares van ser els titans Oceà i Tetis, i va tenir moltes germanes (segons Hesíode fins a tres mil) i molts de germans, els Pòtams (déus fluvials), que també eren tres mil. Els seus avis eren Urà i Gea.